# Escut de Passanant i Belltall
L'escut oficial de Passanant i Belltall té el següent blasonament:
Escut caironat: d'argent, un castell de gules obert sobremuntat d'una rodella de gules amb una creu de Malta i acostat de 2 cérvols de gules. Per timbre una corona mural de poble.

## Història
Va ser aprovat el 26 de març de 1997.
S'hi representa el castell de Passanant, cap del municipi. Del segle xi, va pertànyer als Cervera (els dos cérvols de gules sobre camper d'argent provenen de les armes parlants d'aquesta família) i, des de 1261, a l'orde dels Hospitalers, simbolitzats aquí per la creu de Malta.